# Crise des ordures au Liban
La crise des ordures au Liban (aussi appelée crise des poubelles, et surnommée Tala’at Rihatkum, « Vous puez ») désigne une série de manifestations survenues en 2015 pour protester contre l'échec du gouvernement libanais à traiter les ordures accumulées après la fermeture de la plus grande décharge du Liban à la mi-juillet 2015. Les protestataires défilent en scandant « Ash-shab yurid isqat an-nizam » (« le peuple veut renverser le régime »). Ce même slogan avait précédemment été utilisé dans toute la région pendant le Printemps arabe. 
Qualifiée de « ras-le-bol », la crise des ordures cristallise en effet toutes les revendications accumulées par la population contre la  corruption endémique, le dysfonctionnement de l'État et la paralysie des institutions politiques.

## Contexte et historique
Après la fermeture à la mi-juillet 2015 de la principale décharge qui accueillait jusqu'alors les déchets de Beyrouth et de ses environs, la collecte des ordures a cessé et ces ordures se sont accumulées et ont commencé à pourrir du fait de la température élevée des mois d'été. La promesse du gouvernement, le 24 juillet, d’acheminer les ordures vers des sites d’enfouissement s'est montrée d'autant plus insuffisante qu'enfouir des déchets ne veut pas dire les traiter ni les recycler. 
L'origine de la désorganisation des infrastructures remonte en fait à la guerre civile, qui a ravagé une grande partie de ces infrastructures ; mais la situation s'est encore dégradée depuis, et des déchets dangereux, chimiques et médicaux, se sont depuis accumulés dans les décharges publiques ; en décembre 2014, le ministre libanais de l'environnement signalait déjà le risque posé par les déchets médicaux.
Déjà, dans les années 1990, la cité portuaire de Saïda était devenue tristement connue pour sa montagne d'ordures non traitées de 58 mètres de haut, au point que l'odeur émise par la ville pouvait être sentie à des kilomètres.
Si Saïda a depuis su résoudre son problème, il n'en est pas de même pour le reste du Liban ; de plus, le faible espace dont dispose le petit pays qu'est le Liban se traduit par la proximité dangereuse de la population par rapport aux centres d'enfouissement.

## Évolution et revendications

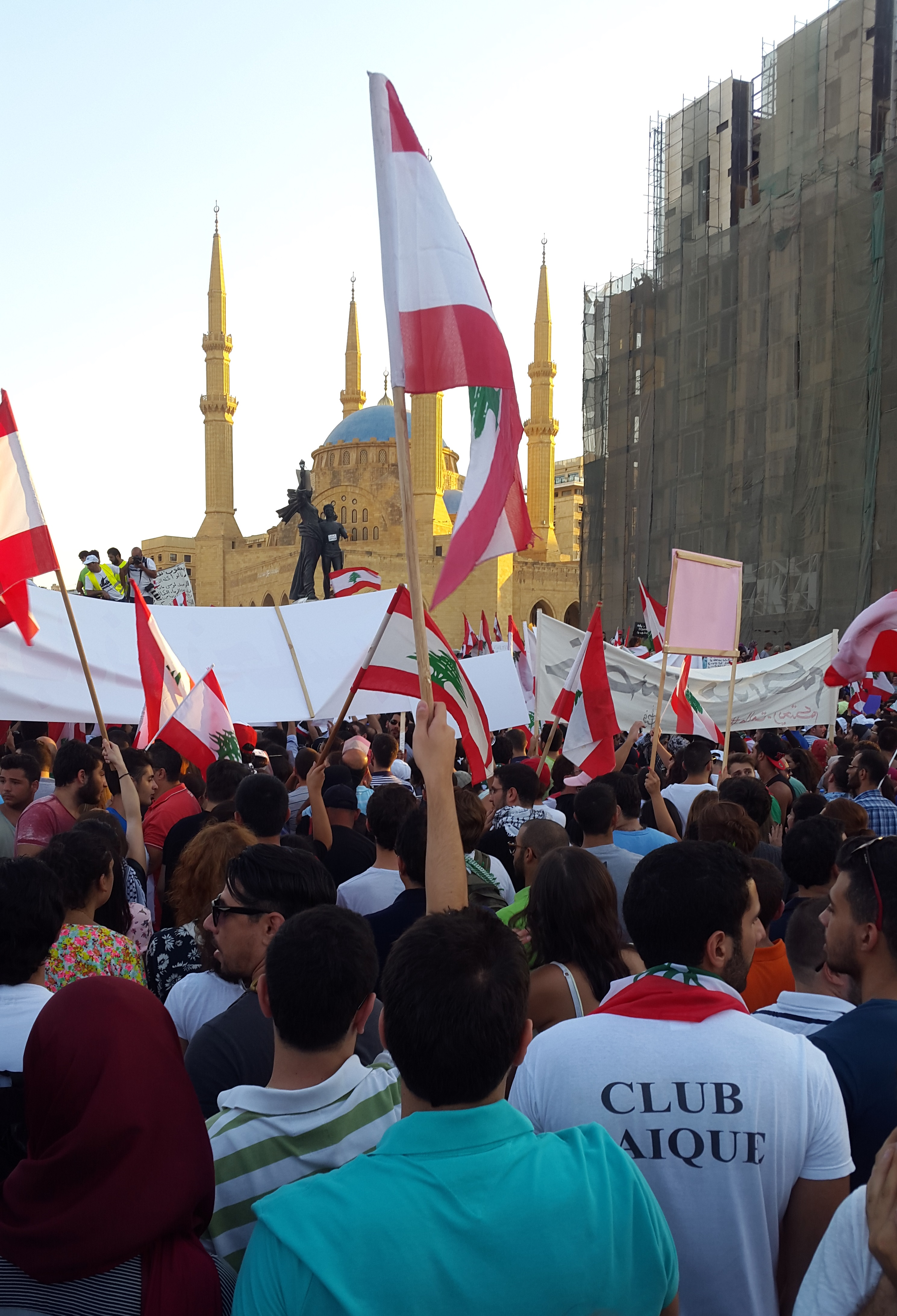
Manifestation place des Martyrs à Beyrouth contre la corruption du gouvernement, en août 2015.

Le samedi 22 août 2015, puis le dimanche 23 août, deux manifestations rassemblent des milliers de personnes à Beyrouth pour contester l'incompétence du gouvernement du Premier ministre Tammam Salam : l'entassement prolongé des ordures cristallise le mécontentement face à la corruption et à l'incurie générale du pouvoir, à l'origine des pénuries d'eau, des coupures d'électricité, et même du blocage des institutions écartelées entre deux coalitions, l'une dirigée par le Hezbollah chiite, et l'autre par le « Courant du futur » sunnite.
Le mardi 1er septembre, la police évacue manu militari des dizaines de militants pacifiques qui occupaient le ministère de l'Environnement pour réclamer la démission du ministre Mohammad Machnouk, avec un ultimatum dont l'échéance était précisément ce mardi. Certains reçoivent des coups, car ils étaient assis par terre et refusaient de quitter les lieux. Les militants réclament en même temps de nouvelles élections législatives, accusant les députés d'avoir prolongé à deux reprises leur propre mandat depuis les élections en 2009, en mettant en avant les divisions politiques, tout en montrant leur incapacité à élire un nouveau président alors que le poste est toujours vacant, depuis mai 2014.
Au tout début de septembre 2015, plus d'une dizaine de jeunes militants du collectif « Vous puez » commencent une grève de la faim pour protester contre l'impuissance du gouvernement à résoudre la crise des ordures, et pour réclamer leurs « droits les plus basiques ».
Le 10 septembre 2015, le gouvernement libanais annonce la mise en place d'un plan de gestion de crise qui comprend l'ouverture de deux nouvelles décharges et la réouverture temporaire de la décharge de Naamé.
Cependant, en janvier 2016, les manifestations reprennent et une crise bactériologique se déclare dans les eaux et les airs. Le gouvernement déclare vouloir exporter les déchets mais ce projet trop coûteux (de l'ordre de 125 dollars par tonne) est abandonné. En février 2016, après des grandes pluies, une vidéo diffusée en ligne montre un "fleuve" de deux millions de tonnes de sacs-poubelles s'écoulant près de Jdeidé.

## Des décharges introuvables
Le 12 mars 2016, le Conseil des ministres ordonne la réouverture de la décharge de Naamé ; le 19 mars des camions commencent à enlever une petite partie des déchets accumulés à Jdaidé. La réouverture de Naaamé n'est prévue que pour deux mois. Deux autres sites, Costa Brava et Bourj Hammoud, doivent être aménagés pour recevoir les déchets. Le même jour, 3 000 manifestants réclament une solution durable tandis que le collectif "Vous puez !" menace de paralyser le pays ; le 14 mars, ils tentent, sans succès, de faire obstruction au passage des camions d'ordures.
Le 18 mai 2016, la décharge de Naamé est définitivement fermée. Le 12 juin, la justice reporte à une date indéfinie le procès de Sukleen et autres sociétés accusées de malversations dans la gestion des déchets. Le 29 juin, les appels d'offres pour les deux nouvelles décharges sont annulés ; un nouvel appel doit être examiné pour fin juillet. Les décharges de Costa Brava et Bourj Hammoud, à peine ouvertes, sont bloquées par un sit-in du parti Kataëb et par les plaintes des municipalités ; elles doivent fermer fin août. La région d'Akkar, à majorité sunnite, refuse de recevoir les déchets de la banlieue sud de Beyrouth, à majorité chiite. La municipalité de Ghosta, dans le Kesrouan, propose d'accueillir une usine de traitement des déchets solides mais le projet tarde à aboutir.
Au début de 2017, les déchets non triés sont dirigés vers deux décharges, Bourj Hammoud et Costa Brava. Celle de Costa Brava, près du fleuve Ghadir au sud de Beyrouth, accueille la moitié des ordures de Beyrouth et du Mont-Liban. Elle est contestée par des associations qui ont intenté un recours en justice car elle provoque un rassemblement massif d'oiseaux marins qui constitue un danger pour le trafic de l'aéroport de Beyrouth. Le week-end des 14-15 janvier, les autorités ont permis aux chasseurs d'abattre les mouettes. Le tribunal a ordonné le maintien en service provisoire de la décharge jusqu'au 31 janvier 2017.
En avril 2017, deux décharges sont en service en bord de mer dans la banlieue nord de Beyrouth. Celle de la Quarantaine reçoit 1 200 tonnes de déchets par jour. La société Khoury Contracting est chargée de gérer ces deux sites et son contrat, estimé à 105 millions d'euros, prévoit d'ici à 2020 la création d'un site d'enfouissement de 250 000 m² entre les municipalités de Bourj Hammoud et Jdeideh. Ce projet devrait permettre le traitement des ordures accumulées à Bourj Hammoud depuis les années 1970. Les associations critiquent son manque de transparence et l'absence d'évaluation des retombées environnementales ; elles font remarquer que l'entrepreneur Dany Khoury, directeur de Khoury Contracting, est plus connu pour ses amitiés politiques que pour son expérience de la gestion des déchets.

## Une gestion toujours contestée
En décembre 2017, l'ONG Human Right Watch a publié un rapport, intitulé « As If You’re Inhaling Your Death: The Health Risks of Burning Waste in Lebanon »  (Comme si vous respiriez votre mort : les risques sanitaires en brûlant les déchets, au Liban) qui accuse le gouvernement libanais de mauvaise gestion et de manque de transparence dans le traitement des déchets. Cette publication indique que 77% des ordures sont jetées dans des décharges à ciel ouvert et que, chaque semaine, le feu ravage 150 décharges, provoquant la libération d'importantes quantités de dioxines dans l’air pouvant provoquer des cancers et d'autres maladies graves.
À la suite de la publication de ce rapport, l'ONG a décidé du lancement, le 19 janvier 2018, d'une campagne afin de sensibiliser la population. Une pétition a été mise en ligne appelant les autorités libanaises à adopter un plan national de gestion des déchets. 
En janvier 2018, les tempêtes qui ont touché le Liban provoquent d'importantes pollutions le long du littoral libanais. Les experts indiquent que cette vague d'ordures proviendrait de la décharge de Bourj Hammoud. Le Conseil de Développement et de Reconstruction à l'origine de la mise en place de cette décharge côtière dément cette information, estimant que ces accusations de personnes proches du parti Kataëb sont politiques.
Pour garder mémoire de cette mobilisation collective, des tee shirts marqués du slogan "You stink" et des objets conçus pour les manifestations publiques à Beyrouth ont été versés dans les collections du Mucem à Marseille en 2018.